# Stille Hilfe
Die Stille Hilfe für Kriegsgefangene und Internierte (em português:  Assistência silenciosa para prisioneiros de guerra e pessoas internadas), abreviado Stille Hilfe, é uma organização de ajuda para presos, condenados e fugitivos nazis que outrora pertenceram às SS.
A organização tem sido criticada pelo seu encorajamento e apoio a neo-nazis, tendo ganho a reputação de estar envolta em secretismo.